# Mathilde Oustad
Mathilde Oustad (* 2004) ist eine norwegische Nordische Kombiniererin und Skispringerin.

## Werdegang
Mathilde Oustad startet für den Furnes SF. Sie nimmt seit 2017 bei Kinder- und Jugendwettbewerben der Nordischen Kombination teil.
Oustad gab ihr internationales Debüt im Skispringen im Rahmen von zwei Wettbewerben des FIS-Cups am 6. und 7. Juli 2019 im polnischen Szczyrk, wo sie die Plätze 34 und 32 belegte.
Im Januar 2019 gewann Oustad gemeinsam mit Hanna Midtsundstad die Goldmedaille im Teamwettbewerb der Norwegischen Meisterschaften 2019.